# لوخوفايتسي
لوخوفايتسي (بالروسية: Луховицы) هي إحدى مدن روسيا في الكيان الفدرالي الروسي موسكو أوبلاست.